# Valdemar Jiruš
Valdemar Jiruš (* 9. září 1973 Kolín) je český hokejový trenér a bývalý profesionální hokejista, naposledy hrající Extraligu ledního hokeje za tým BK Mladá Boleslav. Nastupoval na pozici obránce.
Valdemar Jiruš hrál dlouho nižší české soutěže (2. ligu za týmy Kolína a Děčína a 1. ligu za týmy Kadaně a Liberce). V roce 2001 přestoupil do extraligové Sparty, v roce 2003 zpět do Liberce, který mezitím postoupil do extraligy.
V roce 2010 se stal obchodním manažerem HC Děčín, za který naposledy nastupoval v sezóně 98/99.
Po ukončení hráčské kariéry nastoupil jako trenér hokejové mládeže u týmu Bílí Tygři Liberec, kde v sezóně 2017/2018 působí jako kouč juniorského týmu. V sezóně 2018/2019 působil jako asistent trenéra u seniorského týmu HC Benátky nad Jizerou. Od sezóny 2022/2023 působí jako asistent trenéra u týmu Bílí Tygři Liberec.

## Hráčská kariéra
- 1992-93 SC Kolín
- 1994-95 HC Děčín
- 1995-96 HC Děčín
- 1996-97 HC Děčín
- 1997-98 HC Děčín
- 1998-99 HC Děčín, SK Kadaň
- 1999-00 SK Kadaň
- 2000-01 HC Sparta Praha
- 2001-02 HC Sparta Praha
- 2002-03 HC Sparta Praha
- 2003-04 Bílí Tygři Liberec
- 2004-05 Bílí Tygři Liberec
- 2005-06 Bílí Tygři Liberec
- 2006-07 Bílí Tygři Liberec
- 2007-08 Bílí Tygři Liberec
- 2008-09 Bílí Tygři Liberec
- 2009-10 BK Mladá Boleslav